# Ahlen
Ahlen (AFI: [ˈaːlən]) é uma cidade da Alemanha, localizada no distrito de Warendorf, na região administrativa de Münster, no estado de Renânia do Norte-Vestfália.